# Эбиониты
Эбиони́ты (эвиониты, евиониты, ивр. אביונים‎ — «бедняки, нищие») — христиане-иудеи (по рождению), продолжавшие придерживаться Моисеевых законов (обрезание, шаббат, кашрут). Тертуллиан ошибочно предполагал, что прозвище «эбиониты» происходит от имени основателя этого учения Эбиона. Эта версия сейчас считается неверной . В IV—VII веках они исчезли.

## Описание
Об «эбионитах» упоминают Ириней Лионский и Ориген.
Юстин, один из самых ранних историков Церкви (середина II века), выделил 4 категории верующих в Христа евреев:
1. Евреи, вошедшие в Церковь Христову, они быстро исчезли, растворившись среди неевреев.
2. Евреи («назаретяне»), оставшиеся в составе фарисейской синагоги, лишь втайне верующие в Христа, они также просуществовали недолго, ибо нельзя жить вне объединения с единоверцами.
3. Те, кто стал «эбионитами».
4. Те евреи, которые стали «назорянами» (иногда «назореев» и «эбионитов» отождествляют[6], хотя «назореи» существовали задолго до начала нашей эры и отвергали употребление вина).

Поскольку ещё никакого единого канона Нового Завета не существовало, то верующие были предоставлены сами себе. Их вера основывалась на Танахе, на устном предании о земной жизни Иисуса Христа, на неполных посланиях Петра, Павла, Иоанна, Иакова и на других книгах, включая и еретические.
Так, например, «эбиониты», согласно Евсевию Кесарийскому:
- верили в необходимость соблюдать все еврейские законы;
- отрицали непорочность зачатия и считали Иисуса человеческим сыном Марии и Иосифа;
- не признавали, что Иисус — сын Божий, а считали его учителем веры, праведником, пророком и Мессией;
- отрицали апостольство Павла, его послания, и считали его отступником веры[8].

По мнению «эбионитов», Иисус пришёл исполнить закон и пророчества, как новый Моисей. Он убрал из Закона всю фальшь, накопленную в течение всей истории еврейского народа. Они активно проповедовали бедность, аскетизм и вегетарианство.
Богослов Ф. Ф. Брус заметил, что «эбиониты» считали себя мостом между церковью и синагогой, сочетая в себе черты как христианства, так и еврейства. Но в результате церковь назвала их «еретиками», а синагога — «вероотступниками» (мини́м).
Обвинения в ереси со стороны Византийской церкви о неверной трактовке личности Иисуса известны со слов самих византийских деятелей.

## Евангелие эбионитов
Ириней Лионский сообщает, что единственным евангелием «эбионитов» было Евангелие от Матфея, читаемое по-еврейски (на арамейском).
Также им приписывают отдельное Евангелие эбионитов или Евангелие от евреев. В частности, Иисус Христос в Евангелии эбионитов выступает против жертвоприношений и против убийства животных, в отличие от канонического Евангелия, где Иисус согласно Евангелию от Луки (Лк. 5:14) и Евангелию от Матфея (Мф. 8:4) призывает исцелённого им принести Богу дар.